# カルヴィン・バッシー
カルヴィン・バッシー・ウゲルンバ（Calvin Bassey Ughelumba、1999年12月31日 - ）はイタリア出身、ナイジェリア国籍のプロサッカー選手。フラムFC所属。ナイジェリア代表。ポジションはディフェンダー。

## 経歴
イタリア生まれだがルーツはナイジェリアにもっている。2014年までクロウンプロ・エリート・フットボール・アカデミーに所属し、2015年から2020年までの5年間レスター・シティFCの下部組織に所属していた。
2020年6月6日、レンジャーズFCと4年契約を結んだ事を発表した。
2022年7月19日、アヤックス・アムステルダムへ完全移籍。5年契約を結んだ。
2023年7月28日、フラムFCへ完全移籍。4年契約を結んだ。

## タイトル
レンジャーズ
- スコティッシュ・プレミアシップ: 2020-21[6]
- スコティッシュカップ: 2021-22[7]
- UEFAヨーロッパリーグ 準優勝: 2021-22[8]

個人
- UEFAヨーロッパリーグ ベストイレブン: 2021-22[9]